# Midnights
A Midnights Taylor Swift amerikai énekesnő-dalszerző tizedik stúdióalbuma, amely 2022. október 21-én jelent meg, a Republic Records kiadón keresztül. A 2022-es MTV Video Music Awards díjátadón jelentette be, 2020-ban megjelent indie folk lemezei, a Folklore és az Evermore óta az első új projektje, amit megjelentetett. A lemez koncepcióalbum és Swift, illetve Jack Antonoff voltak a producerei.
Swift elmondása szerint az albumot „álmatlan éjszakái” inspirálták és olyan témákat említ meg, mint szorongás, önbizalomhiány, önkritika, öntudatosság, insomnia, illetve önbizalom, dalszövegírási stílusár pedig beismerőnek, de egyben titokzatosnak nevezték. Hangzását tekintve chillout, elektropop, dream pop és bedroom pop stílusokat próbál keverni, amiket a szintipophoz való alternatív hozzáállás, analóg szintetizátorok, dobgépek és hiphop, illetve R&B-ritmusok segítségével ér el. Swift a számlistát 2022. szeptember 21. és október 7. között egy TikTok-sorozat részeként mutatta be, amit Midnights Mayhem with Me címen indított el.
Az album kereskedelmileg sikeres lett, több rekordot is megdöntött világszerte. A Spotifyon az egy nap alatt legtöbbet hallgatott album lett és 28 országban is első helyet ért el a szolgáltató slágerlistáin. Az Egyesült Államokban első hetében 1,57 millió példányban kelt el, a 21. század legjobb hanglemezeladási hetét mutatta fel és egyben Swift tizenegyedik listavezető lemeze lett. 2022 legtöbb példányban elkelt albuma volt és tíz dala is helyet kapott a Billboard Hot 100 slágerlistán egy időben, ami szintén rekordnak számított. Az első kislemez, az Anti-Hero, Swift kilencedik első helyezett dala volt a Hot 100-on, míg a Lavender Haze és a Karma kislemezek másodikák lettek. Az album olyan számai, mint a Maroon, a Snow on the Beach (Lana Del Rey közreműködésével), a You’re on Your Own, Kid, a Midnight Rain és a Bejeweled nemzetközileg is magasan szerepeltek slágerlistákon.
Zenekritikusok méltatták a produceri munkát, a dalszerzést és Swift hangját, a Midnights több díjat is elnyert és sok magazin az év legjobb albumai közé sorolta 2022-ben. Szakértők szerint az album sikeressége tökéletesen bemutatta Swift kulturális befolyását. 2023-ban az album és korábbi projektjei népszerűsítése érdekében megkezdte a kiemelkedően sikeres The Eras Tour koncertturnét.

## Háttér
Azt követően, hogy 2019-ben jogi vitába keveredett első hat albuma maszterfelvételeiről, Taylor Swift bejelentette, hogy elkezdi újra felvenni lemezeit. Az első két lemezt, a Fearless (Taylor’s Version)-t és a Red (Taylor’s Version)-t 2021-ben jelentette meg. Az utóbbin szerepelt 2012-es dala, az All Too Well, tíz perces verziója, amivel együtt egy rövidfilm is megjelent, All Too Well: The Short Film címen, amit Swift rendezett. Az időben a várakozás az volt, hogy következő lemezei a Speak Now (Taylor’s Version) és a 1989 (Taylor’s Version) lesznek (mindkettő végül 2023-ban jelent meg).
Swift öt jelölést kapott a rövidfilmért a 2022-es MTV Video Music Awards díjátadón, 2022. augusztus 28-án, amiből hármat nyert meg. Elfogadóbeszédében az Év videója díjért, Swift bejelentette, hogy október 21-én ki fog adni egy új dalokat tartalmazó albumot. Nem sokkal később hivatalos weboldalán megjelent egy óra, ami éjfél felé haladt és alatta a „Találkozzunk éjfélkor” felirat szerepelt. Egyes dalainak borítóit is megváltoztatták az órára a Spotify alkalmazásában. Éjfélkor Swift közösségi média oldalain megosztotta, hogy tizedik lemezének címe Midnights lesz. A dalokról azt mondta, hogy „tizenhárom álmatlan éjszaka történetei az életem során.” Swift weboldala átmenetileg nem volt elérhető a posztok által generált forgalom miatt.

## Dalszerzés és felvételek
Swift elmondása szerint a Midnightsot öt főbb téma inspirálta: önutálat, fantaziálás bosszúról, „gondolatok arról, hogy mi is lehetett volna,” szerelem és a „szétesés” érzése. Swift a Midnights megírására és felvételeire ismét Jack Antonoff producert kérte fel, aki 2014-es 1989 lemeze óta szinte minden albumon együtt dolgozott az énekessel. A Midnights annak következtében született meg, hogy Swift és Antonoff partnerei, Joe Alwyn angol színész és Margaret Qualley amerikai színésznő Panamában forgatták a Stars at Noon (2022) filmet. Míg a két színész forgatott, Swift és Antonoff New Yorkban dolgoztak együtt. A duó a tizenhárom dalból tizenegyet együtt írt, a fennmaradó kettőből a Vigilante Shit Swift teljesen önálló szerzeménye, míg a Sweet Nothingot Alwynnal írták, aki William Bowery néven szerepel a szerzők között. A bónuszdalok közül néhány producere Aaron Dessner volt, aki együtt dolgozott Swifttel 2020-as albumain, a Folklore-on és az Evermore-on. Swift azt nyilatkozta, hogy azért adta ki ezeket a bónusz dalokat is, mert a teljes kreatív folyamatot meg akarta osztani.
Swift szerelmi élete inspirálta a Lavender Haze és a Snow on the Beach dalokat. Swift a korábbi számot az alapján írta, hogy hogyan kellett megvédenie kapcsolatát Alwynnal online és a sajtótól. A Snow on the Beach arról szól, ahogy az ember „szerelmet érez valaki iránt, egy időben azzal, mikor a másik fél is elkezd szerelmes lenni.” A dalon közreműködött Lana Del Rey amerikai énekes. Az Anti-Hero kislemezen Swift részletezi problémáit önbizalmával.
Antonoff az album produceri munkáját egy analóg folyamatként akarta lefolytatni, régi szintetizátorokat használva, amiket még soha nem próbált, mint a Oberheim OB–8, a Yamaha DX7 és a Solina. A hangszerek és Swift vokáljának egy részét olyan programokkal dolgozta fel, mint a Soundtoys, iZotope VocalSynth, Klemt Echolette és a Watkins Copicat, hogy szokatlan effektusokat hozzon létre. A Lavender Haze alapja akkor született meg, mikor Sounwave véletlenül megnyomott egy gombot, ami lejátszott egy Jahaan Sweet által készített rövid hangrészletet. Az alap véglegesítésén dolgozott Sam Dew és Zoë Kravitz is. Antonoff ezt követően megmutatta Swiftnek az elkészült dalt, aki megírta rá a szöveget. A Glitch is ebben az időszakban született. Sweet készítette még ezek mellett a Karma alapját is, Keanu Beats közreműködésével.

## Zene és szöveg
A Midnights első kiadása tizenhárom dalból áll, míg a CD-deluxe három számot ad az eredetihez, amiből kettő remix. A Midnights (3am Edition), ami csak streaming és digitális platformokon volt elérhető, hét további dalt ad az első kiadáshoz. Lana Del Rey az egyetlen közreműködő előadó minimális vokállal hozzájárulva a Snow on the Beach számhoz.

### Kompozíció
Stílusát tekintve a Midnights dream pop, szintipop, bedroom pop, elektropop és chillout zene, erős R&B, elektronikus zenei és ambient elemekkel. Eltávolodva a Folklore és az Evermore indie, illetve alternatív folk hangzásától, Swift sokkal inkább kísérletezésekkel teli popalbumot készített, tovább bővítve alternatív hozzáállását a szintipophoz. A Midnights hangzását „maximalista minimalizmusnak” nevezték, felhasznál finom dallamokat, régi szintetizátorokat, dobgépeket, basszust és mellotront, illetve nagy hangsúlyt helyez a ritmikára. Swift énekhangját inspirálta a hiphop és a rap, illetve a dalok rímképleteit is.

### Tematika
A Midnights egy koncepcióalbum, éjszakai gondolatokról és kínlódásról. Swift zenéjében az éjfél mindig jelen volt, mint motívum különböző kontextusokban, megjelenve korábbi albumain. A The A.V. Club szerint a Midnights ezt a motívumot nyújtja ki egy teljes hosszúságú albumra. A lemezen Swift visszatér főként személyes tapasztalatokból való íráshoz, miután a Folklore-on és az Evermore-on is leginkább fiktív történeteket mesélt. A The New Yorker szakértői szerint a Midnights érzelmek kollázsa. A fő témák az albumon az önbizalom, önkritika, szorongás, az énekes imidzse, insomnia és feminizmus.
Több szakértő is ezt a lemezt választotta Swift legmagabiztosabb, legőszintébb és legnyíltabb projektje. Voltak, akik teljes pályafutásának összesítésének tekintették, a Billboard azt írta, hogy egész karrierjéből találhatók kisebb részletek, a Consequence szerint a „Reputation hozzáállása, a 1989 refrénjei és a Lover sebezhetőségének” keveréke.

## Díjak és elismerések

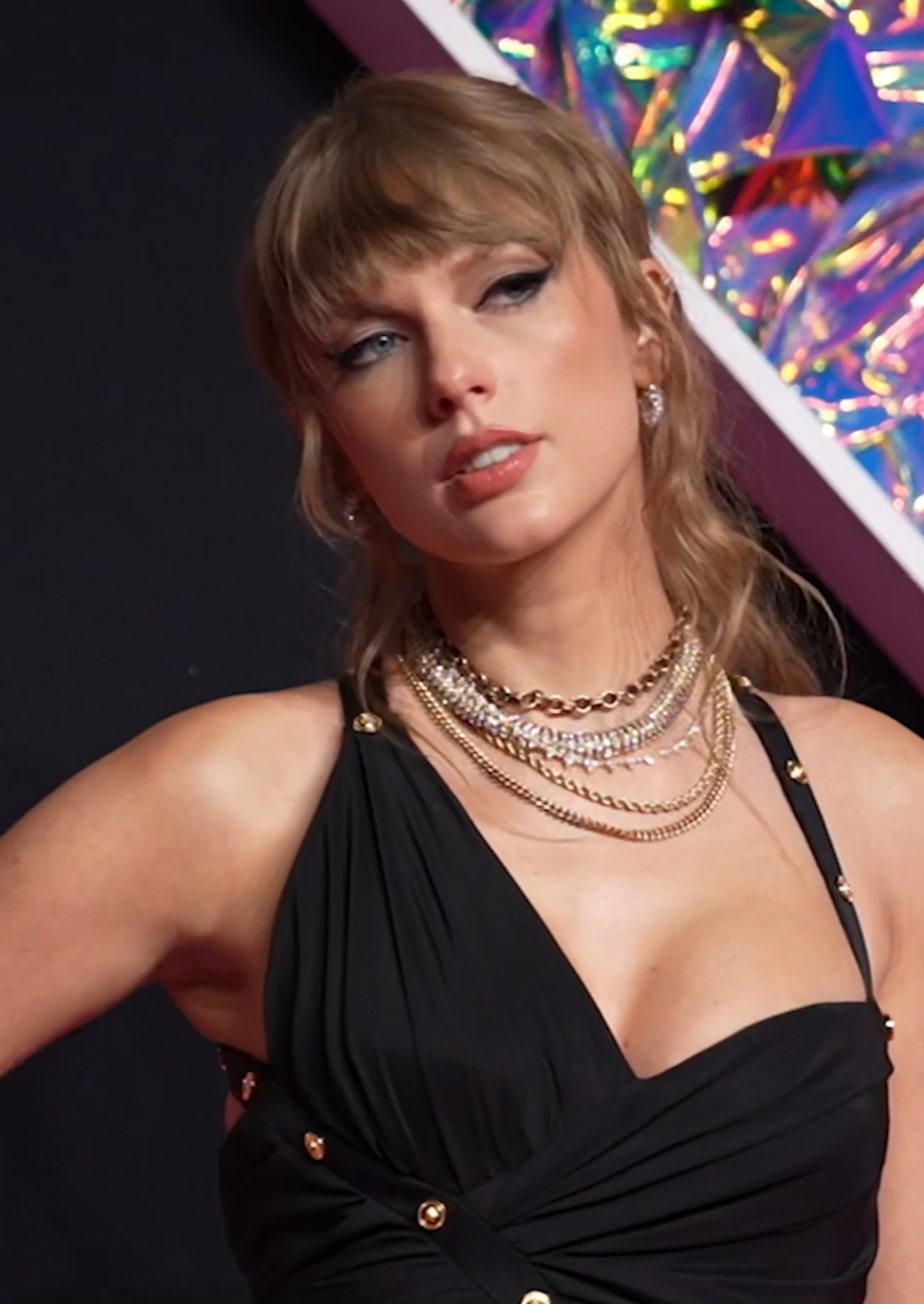
Swift a 2023-as MTV Video Music Awards díjátadón, ahol kilenc díjat nyert el, az Év albuma díjat beleértve

Swift az albummal több, mint 20 Guinness-világrekordot szerzett. A 48. People’s Choice Awards díjátadón megnyerte az összes kategóriát, amiben jelölték, a 2022 női előadója díjat beleértve, illetve kilenc díjat nyert a 2023-as MTV Video Music Awards-gálán. Kilenc jelölést szerzett a 2023-as MTV Europe Music Awards díjátadón és húszat a 2023-as Billboard Music Awardson.
| Szervezet                       | Év   | Kategória                                                  | Eredmény | For.   |
| ------------------------------- | ---- | ---------------------------------------------------------- | -------- | ------ |
| Guinness-világrekord            | 2022 | A legtöbbet streamelt album Spotifyon 24 óra alatt         | Elnyerte | [ 61 ] |
| Guinness-világrekord            | 2022 | Legtöbb stream megjelenés utáni első napon Spotifyon       | Elnyerte | [ 61 ] |
| Guinness-világrekord            | 2022 | Legtöbb stream megjelenés utáni első napon Spotifyon (Női) | Elnyerte | [ 62 ] |
| Guinness-világrekord            | 2022 | Legtöbb stream megjelenés utáni első héten (USA)           | Elnyerte | [ 63 ] |
| Guinness-világrekord            | 2022 | Leggyorsabban elkelő hanglemez-album (USA)                 | Elnyerte | [ 64 ] |
| Guinness-világrekord            | 2022 | A legtöbbet streamelt album Amazon Musicon 24 óra alatt    | Elnyerte | [ 65 ] |
| People’s Choice Awards          | 2022 | 2022 albuma                                                | Elnyerte | [ 66 ] |
| Capricho Awards                 | 2022 | Az év albuma                                               | Jelölve  | [ 67 ] |
| NetEase Annual Music Awards     | 2023 | Legjobb angol nyelvű album                                 | Elnyerte | [ 68 ] |
| Nickelodeon Kids’ Choice Awards | 2023 | Kedvenc album                                              | Elnyerte | [ 69 ] |
| Japan Gold Disc Awards          | 2023 | Legjobb három nyugati album                                | Elnyerte | [ 70 ] |
| Juno-díj                        | 2023 | Az év nemzetközi albuma                                    | Jelölve  | [ 71 ] |
| Gaffa Awards                    | 2023 | Az év nemzetközi kiadása                                   | Jelölve  | [ 72 ] |
| iHeartRadio Music Awards        | 2023 | Az év popalbuma                                            | Elnyerte | [ 73 ] |
| MTV Video Music Awards          | 2023 | Az év albuma                                               | Elnyerte | [ 58 ] |
| Los 40 Music Awards             | 2023 | Legjobb nemzetközi album                                   | Elnyerte | [ 74 ] |
| Billboard Music Awards          | 2023 | Legjobb Billboard 200-album                                | Függőben | [ 60 ] |
| ARIA Music Awards               | 2023 | Legnépszerűbb nemzetközi előadó                            | Függőben | [ 75 ] |

## Hatása
A váratlan bejelentés a Video Music Awards díjátadóján nagy hatással volt a műsor nézettségére, Bruce Gillmer producer elmondása szerint. Az album borítóját nagyon sokan rekreálták az interneten, többek között szervezetek és márkák hivatalos közösségi média fiókjai is kiposztolták saját verziójukat. Az Apple Fitness+ három különböző edzésterve is kiadott, amit Swift zenéje és főleg a Midnights alapján készítettek. Az album megjelenésekor a Spotify percekig elérhetetlen volt a nagy forgalom miatt.
Szakértők az album sikerét több formátumban is a streaming-érában példátlannak nevezték. Több magazin is a 21. század legfőbb popsztárjának nevezte az énekest, azt írva, hogy kulturális és kereskedelmi dominanciájával felülmúlta összes kortársát. A Billboard kiemelte, hogy kortárs albumokhoz képest mennyire egyenletesen eloszlottak a Midnights eladási számai a streaming, az albumeladások és a daleladások között. A Financial Times feltette kérdést, hogy Swift-e az „utolsó popsztár,” kiemelve az album első hetében elkelt 1,5 millió példányt, ami az 1990-es évek „fiúegyüttes érája,” az amerikai zeneipar csúcspontja óta nem történt meg. A Fortune az énekest a Marvel-moziuniverzumhoz hasonlította. Az I-D sok másik magazinhoz hasonlóan az „utolsó igazi popsztárnak” nevezte Swiftet, aki „képes több albumot eladni és több stadiont megtölteni, mint kortársai, amit az ipar aranykora óta nem láttunk.” Kiemelve a The New York Times egy 2021-es cikkét, amiben a napilap megkérdőjelezte, hogy ha Adele nem tudott eladni egy millió példányt egy hét alatt 30 című albumával, akkor erre ki lehet képes, a Rolling Stone azzal válaszolt, hogy Taylor Swift „ismét megváltoztatta, hogy a zeneipar mit is várhat el egy nagy popsztártól.”
Sok újságíró kiemelte Swift sikerének hosszadalmasságát. A Slate megjegyezte, hogy Swift pályafutása hosszabb ideig tartott, mint a The Beatles és megdöntötte az együttes sokáig megdönthetetlennek tartott rekordjait. Greg Jericho (The Guardian) méltatta az énekest, hogy 18 évig folyamatosan kulturálisan releváns tudott maradni, azt írva, hogy a The Rolling Stones, Bob Dylan, David Bowie és Bruce Springsteen is túl voltak karrierjük csúcspontján ilyen hosszú idő után. Bree Player (Marie Claire) szerint az „ikon szót manapság túl könnyen adjuk mindenkinek, de Swift tényleg egy élő legenda.” Mikor Jimmy Fallon kilistázta a lemez sikereit a The Tonight Show műsorán, Swift megköszönte mindenkinek sikereit, de kiemelte, hogy női énekesek körében az életkor szerinti diszkrimináció mennyire elterjedt: „Harminckét éves vagyok. Már egy idős popsztárnak számítok. [...] Már 25 éves korunkban megpróbálnak minket félretenni, szóval csak örülök, hogy itt lehetek!”
A Midnights 2022-ben, illetve 2023-ban is, kiemelte Swift kulturális befolyását. A The Washington Post szerint Swift dominálta 2022-t. A CNET szerint 2022 volt az énekes pályafutásának legkitűnőbb éve, amit leginkább a Midnights „mainstream kulturális sikere” okozott. A Bloomberg News adatai alapján az album 230 millió dolláros bevételt hozott az Universal Music Group lemezkiadónak 2022-ben, ami éves bevételüknek 3%-a volt. Swift ennek következtében a legjobban fizetett női előadó volt 2022-ben, 92 millió dollárral. A Glamour hozzátette, hogy az album hozzásegítette Swiftet, hogy 2023-ban ne csak a popkultúrát, hanem az évet minden szempontból magáénak tudhassa.

## Számlista
| Midnights | Midnights                                         | Midnights                                                               | Midnights                                                | Midnights | Midnights | Midnights | Midnights | Midnights | Midnights |
|           | Cím                                               | Szerző(k)                                                               | Producer(ek)                                             | Hossz     |           |           |           |           |           |
| --------- | ------------------------------------------------- | ----------------------------------------------------------------------- | -------------------------------------------------------- | --------- | --------- | --------- | --------- | --------- | --------- |
| 1.        | Lavender Haze                                     | Taylor Swift Jack Antonoff Zoë Kravitz Mark Spears Jahaan Sweet Sam Dew | Swift Antonoff Sounwave Sweet Braxton Cook [ jegyzet 1 ] | 3:22      |           |           |           |           |           |
| 2.        | Maroon                                            | Swift Antonoff                                                          | Swift Antonoff                                           | 3:38      |           |           |           |           |           |
| 3.        | Anti-Hero                                         | Swift Antonoff                                                          | Swift Antonoff                                           | 3:20      |           |           |           |           |           |
| 4.        | Snow on the Beach (Lana Del Rey közreműködésével) | Swift Del Rey Antonoff                                                  | Swift Antonoff                                           | 4:16      |           |           |           |           |           |
| 5.        | You’re on Your Own, Kid                           | Swift Antonoff                                                          | Swift Antonoff                                           | 3:14      |           |           |           |           |           |
| 6.        | Midnight Rain                                     | Swift Antonoff                                                          | Swift Antonoff                                           | 2:54      |           |           |           |           |           |
| 7.        | Question...?                                      | Swift Antonoff                                                          | Swift Antonoff                                           | 3:30      |           |           |           |           |           |
| 8.        | Vigilante Shit                                    | Swift                                                                   | Swift Antonoff                                           | 2:44      |           |           |           |           |           |
| 9.        | Bejeweled                                         | Swift Antonoff                                                          | Swift Antonoff                                           | 3:14      |           |           |           |           |           |
| 10.       | Labyrinth                                         | Swift Antonoff                                                          | Swift Antonoff                                           | 4:07      |           |           |           |           |           |
| 11.       | Karma                                             | Swift Antonoff Spears Sweet Keanu Torres                                | Swift Antonoff Sounwave Keanu Beats Sweet [ jegyzet 3 ]  | 3:24      |           |           |           |           |           |
| 12.       | Sweet Nothing                                     | Swift William Bowery                                                    | Swift Antonoff                                           | 3:08      |           |           |           |           |           |
| 13.       | Mastermind                                        | Swift Antonoff                                                          | Swift Antonoff                                           | 3:11      |           |           |           |           |           |
| 44:02     |                                                   |                                                                         |                                                          |           |           |           |           |           |           |

| Midnights – Lavender Edition | Midnights – Lavender Edition            | Midnights – Lavender Edition | Midnights – Lavender Edition | Midnights – Lavender Edition | Midnights – Lavender Edition | Midnights – Lavender Edition | Midnights – Lavender Edition | Midnights – Lavender Edition | Midnights – Lavender Edition |
|                              | Cím                                     | Szerző(k)                    | Producer(ek)                 | Hossz                        |                              |                              |                              |                              |                              |
| ---------------------------- | --------------------------------------- | ---------------------------- | ---------------------------- | ---------------------------- | ---------------------------- | ---------------------------- | ---------------------------- | ---------------------------- | ---------------------------- |
| 14.                          | Hits Different                          | Swift Antonoff Aaron Dessner | Swift Antonoff Dessner       | 3:54                         |                              |                              |                              |                              |                              |
| 15.                          | You’re on Your Own, Kid (Strings remix) | Swift Antonoff               | Swift Antonoff               | 3:20                         |                              |                              |                              |                              |                              |
| 16.                          | Sweet Nothing (Piano remix)             | Swift Bowery                 | Swift Antonoff               | 3:28                         |                              |                              |                              |                              |                              |
| 54:50                        |                                         |                              |                              |                              |                              |                              |                              |                              |                              |

| Midnights – 3am Edition | Midnights – 3am Edition       | Midnights – 3am Edition   | Midnights – 3am Edition | Midnights – 3am Edition | Midnights – 3am Edition | Midnights – 3am Edition | Midnights – 3am Edition | Midnights – 3am Edition | Midnights – 3am Edition |
|                         | Cím                           | Szerző(k)                 | Producer(ek)            | Hossz                   |                         |                         |                         |                         |                         |
| ----------------------- | ----------------------------- | ------------------------- | ----------------------- | ----------------------- | ----------------------- | ----------------------- | ----------------------- | ----------------------- | ----------------------- |
| 14.                     | The Great War                 | Swift Dessner             | Swift Dessner           | 4:00                    |                         |                         |                         |                         |                         |
| 15.                     | Bigger Than the Whole Sky     | Swift                     | Swift Antonoff          | 3:38                    |                         |                         |                         |                         |                         |
| 16.                     | Paris                         | Swift Antonoff            | Swift Antonoff          | 3:16                    |                         |                         |                         |                         |                         |
| 17.                     | High Infidelity               | Swift Dessner             | Swift Dessner           | 3:51                    |                         |                         |                         |                         |                         |
| 18.                     | Glitch                        | Swift Antonoff Spears Dew | Swift Antonoff Sounwave | 2:28                    |                         |                         |                         |                         |                         |
| 19.                     | Would’ve, Could’ve, Should’ve | Swift Dessner             | Swift Dessner           | 4:20                    |                         |                         |                         |                         |                         |
| 20.                     | Dear Reader                   | Swift Antonoff            | Swift Antonoff          | 3:45                    |                         |                         |                         |                         |                         |
| 69:20                   |                               |                           |                         |                         |                         |                         |                         |                         |                         |

| Midnights – Til Dawn Edition | Midnights – Til Dawn Edition                               | Midnights – Til Dawn Edition                                      | Midnights – Til Dawn Edition                            | Midnights – Til Dawn Edition | Midnights – Til Dawn Edition | Midnights – Til Dawn Edition | Midnights – Til Dawn Edition | Midnights – Til Dawn Edition | Midnights – Til Dawn Edition |
|                              | Cím                                                        | Szerző(k)                                                         | Producer(ek)                                            | Hossz                        |                              |                              |                              |                              |                              |
| ---------------------------- | ---------------------------------------------------------- | ----------------------------------------------------------------- | ------------------------------------------------------- | ---------------------------- | ---------------------------- | ---------------------------- | ---------------------------- | ---------------------------- | ---------------------------- |
| 21.                          | Hits Different                                             | Swift Antonoff Dessner                                            | Swift Antonoff Dessner                                  | 3:54                         |                              |                              |                              |                              |                              |
| 22.                          | Snow on the Beach (Még Több Lana Del Rey közreműködésével) | Swift Del Rey Antonoff                                            | Swift Antonoff                                          | 3:50                         |                              |                              |                              |                              |                              |
| 23.                          | Karma (Ice Spice közreműködésével)                         | Swift Antonoff Isis Gaston Ephrem Lopez Spears Sweet Keanu Torres | Swift Antonoff Sounwave Keanu Beats Sweet [ jegyzet 3 ] | 3:22                         |                              |                              |                              |                              |                              |
| 81:26                        |                                                            |                                                                   |                                                         |                              |                              |                              |                              |                              |                              |

| Midnights – Late Night Edition | Midnights – Late Night Edition                             | Midnights – Late Night Edition                                    | Midnights – Late Night Edition                          | Midnights – Late Night Edition | Midnights – Late Night Edition | Midnights – Late Night Edition | Midnights – Late Night Edition | Midnights – Late Night Edition | Midnights – Late Night Edition |
|                                | Cím                                                        | Szerző(k)                                                         | Producer(ek)                                            | Hossz                          |                                |                                |                                |                                |                                |
| ------------------------------ | ---------------------------------------------------------- | ----------------------------------------------------------------- | ------------------------------------------------------- | ------------------------------ | ------------------------------ | ------------------------------ | ------------------------------ | ------------------------------ | ------------------------------ |
| 14.                            | The Great War                                              | Swift Dessner                                                     | Swift Dessner                                           | 4:00                           |                                |                                |                                |                                |                                |
| 15.                            | Bigger Than the Whole Sky                                  | Swift                                                             | Swift Antonoff                                          | 3:38                           |                                |                                |                                |                                |                                |
| 16.                            | High Infidelity                                            | Swift Dessner                                                     | Swift Dessner                                           | 3:51                           |                                |                                |                                |                                |                                |
| 17.                            | Would’ve, Could’ve, Should’ve                              | Swift Dessner                                                     | Swift Dessner                                           | 4:20                           |                                |                                |                                |                                |                                |
| 18.                            | Dear Reader                                                | Swift Antonoff                                                    | Swift Antonoff                                          | 3:45                           |                                |                                |                                |                                |                                |
| 19.                            | You’re Losing Me (From the Vault)                          | Swift Antonoff                                                    |                                                         | 4:38                           |                                |                                |                                |                                |                                |
| 20.                            | Snow on the Beach (Még Több Lana Del Rey közreműködésével) | Swift Del Rey Antonoff                                            | Swift Antonoff                                          | 3:50                           |                                |                                |                                |                                |                                |
| 21.                            | Karma (Ice Spice közreműködésével)                         | Swift Antonoff Isis Gaston Ephrem Lopez Spears Sweet Keanu Torres | Swift Antonoff Sounwave Keanu Beats Sweet [ jegyzet 3 ] | 3:22                           |                                |                                |                                |                                |                                |
| 77:06                          |                                                            |                                                                   |                                                         |                                |                                |                                |                                |                                |                                |

Jegyzetek és feldolgozások
1. ↑  További producer
2. ↑  A Question...? feldolgozza Swift 2014-es Out of the Woods című dalát, amit ő és Antonoff írt.[97]
3. 1 2 3  Társproducer

## Közreműködők
| Zenészek - Taylor Swift – vokál - Jack Antonoff – ütőhangszerek, programozás, szintetizátor (összes); háttérénekes (1, 3–5, 7, 9, 10, 13), dobok (1, 3, 4, 6, 11–13), mellotron (1, 3–5, 7), orgona (1, 3, 8), basszus (2–5, 9, 15, 18, 20), elektromos gitár (2, 4, 5, 10, 12, 13, 15, 17, 18, 20), zongora (2, 12, 15, 16, 20), akusztikus gitár (3, 4, 5, 9, 15), tömeghangok (7), slide gitár (15) - Aaron Dessner – ütőhangszerek (14, 17), billentyűk (14, 17), basszus szintetizátor (14), zongora (14, 17), elektromos gitár (14, 19), szintetizátor (17, 19), akusztikus gitár (17), basszusgitár (19), harmonika (19) - Sam Dew – háttérénekes (1, 18) - Zoë Kravitz – háttérénekes (1, 18) - Jahaan Sweet – szintetizátorlap (1, 11); basszus, furulya, szintetizátor (1); billentyűk (11), - Sounwave – programozás (1, 11) - Dominic Rivinius – pergődob (1), dobok (7-8) - Evan Smith – szaxofon (2, 12, 13); klarinét, furulya, orgona (2, 12); szintetizátor (4, 5, 7–9, 13, 16), ütőhangszerek (16) - Bobby Hawk – hegedű (3, 4, 13) - Dylan O’Brien – dobok (4), tömeghangok (7) - Lana Del Rey – vokál (4) - Rachel Antonoff – tömeghangok (7) - Austin Swift – tömeghangok (7) - Sean Hutchinson – dobok (5, 7), ütőhangszerek (5) - Mikey Freedom Hart – billentyűk (9); programozás (12-13), szintetizátor (12-13, 16), teremin (16), orgona (16) - Keanu Beats – szintetizátor (11) - Michael Riddleberger – dobok (13) - Zem Audu – szaxofon (12-13) - Kyle Resnick – trombita (14) - Yuki Numata Resnick – hegedű - Benjamin Lanz – dobok, harsona (17) - James Krivchenia – dobok (17) - Bryce Dessner – elektromos gitár (19) - Bryan Devendorf – dobok (19) - James McAlister – dobok (19), szintetizátor (19) - Thomas Bartlett – billentyűk (19), szintetizátor (19) | Utómunka - Jack Antonoff – hangmérnök - Laura Sisk – hangmérnök - Şerban Ghenea – keverés - Bryce Bordone – keverő asszisztens - Randy Merrill – maszterelés - Jahaan Sweet – hangmérnök (1, 11) - Ken Lewis – hangmérnök (1, 7, 8) - Evan Smith – hangmérnök (2, 4, 5, 7–9, 12, 13) - Jon Gautier – hangmérnök (3, 13) - Dave Gross – hangmérnök (4) - Sean Hutchinson – hangmérnök (5, 7) - David Hart – hangmérnök (9, 13) - Sounwave – hangmérnök (11) - Keanu Beats – hangmérnök (11) - Michael Riddleberger – hangmérnök (13) - Zem Audu – hangmérnök (13) - John Rooney – asszisztens hangmérnök - Jon Sher – asszisztens hangmérnök - Megan Searl – asszisztens hangmérnök - Jonathan Garcia – asszisztens hangmérnök (1, 7, 8) - Mark Aguilar – asszisztens hangmérnök (1, 11) - Jacob Spitzer – asszisztens hangmérnök (4) - Laurene Marquez – további hangmérnök - James McAlister – dobprogramozás (14, 17, 19) - Jonathan Low – keverés, hangmérnök (17, 19) - Bella Blasko – hangmérnök (14, 17, 19) - Justin Vernon – további hangmérnök (19) - Thomas Bartlett – további hangmérnök (19) |

## Slágerlisták
| Slágerlista (2022–2023)                       | Legmagasabb pozíció |
| --------------------------------------------- | ------------------- |
| Argentína (CAPIF Albums)                      | 1                   |
| Ausztrália (ARIA Top 50 Albums)               | 1                   |
| Ausztria (Ö3 Austria Top 40)                  | 1                   |
| Belgium (Ultratop Flandria)                   | 1                   |
| Belgium (Ultratop Vallónia)                   | 1                   |
| Csehország (ČNS IFPI Albums Top 100)          | 1                   |
| Dánia (Hitlisten Album Top 40)                | 1                   |
| Dél-Korea (Circle)                            | 81                  |
| Egyesült Királyság (UK Albums Chart)          | 1                   |
| Egyesült Királyság (Scottish Albums)          | 1                   |
| Finnország (Musiikkituottajat Albumit Top 50) | 1                   |
| Franciaország (SNEP Album Top 100)            | 1                   |
| Görögország (IFPI)                            | 1                   |
| Hollandia (Dutch Charts Album Top 100)        | 1                   |
| Horvátország (HDU International Albums)       | 2                   |
| Írország (IRMA)                               | 1                   |
| Izland (Plötutíðindi)                         | 1                   |
| Japán (Oricon)                                | 7                   |
| Japán (Oricon)                                | 7                   |
| Japán (Billboard Japan)                       | 8                   |
| Kanada (Billboard Canadian Albums Chart)      | 1                   |
| Lengyelország (ZPAV Album Top 50)             | 4                   |
| Litvánia (AGATA)                              | 1                   |
| Magyarország (MAHASZ Top 40 albumlista)       | 4                   |
| Németország (Offizielle Top 100)              | 1                   |
| Norvégia (VG-lista Album Top 40)              | 1                   |
| Olaszország (FIMI Album Top 20)               | 1                   |
| Portugália (AFP Top 30 Albums)                | 1                   |
| Spanyolország (PROMUSICAE Top 100 Álbumes)    | 1                   |
| Svájc (Schweizer Hitparade Top 100 Albums)    | 1                   |
| Svédország (Sverigetopplistan Top 60 Albums)  | 1                   |
| Szlovákia (ČNS IFPI)                          | 1                   |
| USA Billboard 200                             | 1                   |
| Új-Zéland (Recorded Music NZ Top 40 Albums)   | 1                   |

| Slágerlista (2022) | Pozíció |
| ------------------ | ------- |
| Uruguay (CUD)      | 1       |

| Slágerlista (2022)                      | Pozíció |
| --------------------------------------- | ------- |
| Ausztrália (ARIA)                       | 1       |
| Ausztria (Ö3 Austria)                   | 3       |
| Belgium (Ultratop Flandria)             | 11      |
| Belgium (Ultratop Vallónia)             | 51      |
| Dánia (Hitlisten)                       | 20      |
| Egyesült Királyság (OCC)                | 3       |
| Franciaország (SNEP)                    | 95      |
| Hollandia (Album Top 100)               | 3       |
| Japán (Billboard Japan Download Albums) | 97      |
| Kanada (Billboard Canada)               | 14      |
| Lengyelország (ZPAV)                    | 61      |
| Litvánia (AGATA)                        | 62      |
| Magyarország (MAHASZ)                   | 31      |
| Németország (Offizielle Top 100)        | 4       |
| Norvégia (VG-lista)                     | 10      |
| Olaszország (FIMI)                      | 56      |
| Portugália (AFP)                        | 9       |
| Spanyolország (PROMUSICAE)              | 9       |
| Svájc (Schweizer Hitparade)             | 9       |
| Svédország (Sverigetopplistan)          | 25      |
| USA Billboard 200                       | 4       |
| Új-Zéland (RMNZ)                        | 2       |

## Minősítések
| Régió | Minősítés       | Eladott példányszám    |
| --- | --------------- | ---------------------- |
| Ausztrália (ARIA) | 2× Platinalemez | 140 000‡               |
| Ausztria (IFPI Austria)                                                                                                 | Platinalemez    | 15 000‡                |
| Belgium (BEA) | Aranylemez      | 10 000‡                |
| Dánia (IFPI Danmark) | Platinalemez    | 20 000‡                |
| Egyesült Államok (RIAA)                                                                                                 | 2× Platinalemez | 2 454 000‡ / 6 018 000 |
| Egyesült Királyság (BPI)                                                                                                | 2× Platinalemez | 600 000‡               |
| Franciaország (SNEP) | Aranylemez      | 50 000‡                |
| Kanada (Music Canada)                                                                                                   | 2× Platinalemez | 160 000‡               |
| Lengyelország (ZPAV) | Platinalemez    | 20 000‡                |
| Mexikó (AMPROFON) | Platinalemez    | 140 000‡               |
| Németország (BVMI) | Aranylemez      | 100 000‡               |
| Norvégia (IFPI Norway)                                                                                                  | Aranylemez      | 10 000*                |
| Olaszország (FIMI) | Platinalemez    | 50 000‡                |
| Spanyolország (PROMUSICAE)                                                                                              | Platinalemez    | 40 000‡                |
| Új-Zéland (RMNZ) | 3× Platinalemez | 45 000‡                |
| * Eladási példányszámok kizárólag a minősítés alapján. ‡ Eladási+streaming példányszámok kizárólag a minősítés alapján. |                 |                        |

## Kiadások
| Régió            | Dátum              | Formátum(ok)                                           | Kiadás     | Kiadó            | For.            |
| ---------------- | ------------------ | ------------------------------------------------------ | ---------- | ---------------- | --------------- |
| Világaszerte     | 2022. október 21.  | magnókazetta CD digitális letöltés streaming hanglemez | Eredeti    | Republic         | [ 171 ] [ 172 ] |
| Világaszerte     | 2022. október 21.  | digitális letöltés streaming                           | 3am        | Republic         | [ 173 ]         |
| Világaszerte     | 2022. október 21.  | CD                                                     | Deluxe     | Republic         | [ 174 ]         |
| Japán            | 2022. október 26.  | CD                                                     | Deluxe     | Universal Japan  | [ 175 ]         |
| Tajvan           | 2022. november 18. | CD                                                     | Eredeti    | Universal Taiwan | [ 176 ]         |
| Brazília         | 2022. december 14. | CD                                                     | Eredeti    | Universal Brasil | [ 177 ]         |
| Brazília         | 2022. december 14. | CD                                                     | Deluxe     | Universal Brasil | [ 178 ]         |
| Egyesült Államok | 2023. jnauár 5.    | digitális letöltés                                     | Limited    | Republic         | [ 179 ]         |
| Egyesült Államok | 2023. május 22.    | Love Potion hanglemez                                  | Limited    | Republic         | [ 180 ]         |
| Világszerte      | 2023. május 26.    | digitális letöltés streaming                           | Til Dawn   | Republic         | [ 181 ]         |
| Egyesült Államok | 2023. május 26.    | CD                                                     | Late Night | Republic         | [ 182 ]         |
| Világszerte      | 2023. május 26.    | digitális letöltés                                     | Late Night | Republic         | [ 183 ]         |